# لیف لارسن (دوچرخه‌سوار)
لیف لارسن (انگلیسی: Leif Larsen؛ زادهٔ ۳۰ سپتامبر ۱۹۴۲) دوچرخه‌سوار اهل دانمارک است.